# 阿卜杜拉·哈姆杜克
阿卜杜拉·哈姆杜克（羅馬化：Abdalla Hamdok；1956年1月1日—）是蘇丹經濟學家和政治人物，於2019年8月21日出任苏丹总理。他於2011年11月至2018年10月擔任聯合國非洲經濟委員會副執行秘書。他在喀土穆大学取得理學士學位，及後在英國曼彻斯特大学取得經濟學的博士學位。他於1981年至1987年在蘇丹財政和經濟規劃部任職高級官員。他其後曾在國際勞工組織和非洲開發銀行任職。
2021年10月25日，阿卜杜拉·哈姆杜克被拘留并被转移到一个秘密地点。在蘇丹軍事政變近一個月後，蘇丹武裝部隊同意讓總理阿卜杜拉·哈姆杜克復職並釋放文職官員。2022年1月2日，阿卜杜拉·哈姆杜克宣布辞去苏丹总理职务，称需要进行圆桌讨论，以达成苏丹民主化的新协议。

## 早年生活和教育
阿卜杜拉·哈姆杜克於1956年1月1日出生於蘇丹南科爾多凡州的艾尔迪拜巴特。他在喀土穆大學取得理學學士學位和在曼徹斯特大學取得經濟研究博士學位。